# Rhacophorus norhayatii
Rhacophorus norhayatii es una especie de anfibio anuro de la familia Rhacophoridae.

## Distribución geográfica
Esta especie se encuentra en Malasia peninsular y Tailandia. Su presencia es incierta en Sumatra.

## Etimología
Esta especie lleva el nombre en honor a Norhayati Ahmad.

## Publicación original
- Chan & Grismer, 2010: Re-assessment of the Reinwardt's Gliding Frog, Rhacophorus reinwardtii (Schlegel 1840)(Anura: Rhacophoridae) in southern Thailand and Peninsular Malaysia with it re-description as a new species. Zootaxa, n.º 2505, p. 40-50.[3]